# Два пъти в живота
„Два пъти в живота“ (на английски: Twice in a Lifetime) е американски драматичен филм от 1985 г. В него участват Джийн Хекман, Брайън Денехи и Даръл Ларсън.

## Сюжет
Главният герой е мъж на средна възраст, доволен от своето семейство и своята работа, но чувства, че нещо липсва в живота му. В деня на 50-ия си рожден ден, той се отбива в местния бар, за да отпразнува с питие. Там неочаквано се влюбва в млада и много секси сервитьорка, която за негова изненада също отвръща на този негов интерес.